# El Cedrito
El Cedrito är en ort i Mexiko.   Den ligger i kommunen Culiacán och delstaten Sinaloa, i den västra delen av landet, 1 000 km nordväst om huvudstaden Mexico City. El Cedrito ligger 138 meter över havet och antalet invånare är 155.
Terrängen runt El Cedrito är kuperad åt sydost, men åt nordväst är den platt. Runt El Cedrito är det mycket glesbefolkat, med 6 invånare per kvadratkilometer. Närmaste större samhälle är El Limón de Tellaeche, 4,3 km söder om El Cedrito. I omgivningarna runt El Cedrito växer huvudsakligen savannskog.